# 菅野村 (兵庫県飾磨郡)
菅野村（すがのむら）は、かつて兵庫県に存在していた村である。現在の姫路市夢前町の南西部、菅野中学校区に相当する。

## 沿革
- 1889年（明治22年）4月1日 町村制施行に伴い、菅生澗村、寺村、塚本村、古瀬畑村、芦田村、護持村、戸倉村、野畑村、莇野村の9村の区域をもって菅野村発足。
- 1896年（明治29年）4月1日 飾西郡と飾東郡の区域をもって飾磨郡が発足。
- 1955年（昭和30年）7月1日 置塩村・鹿谷村と合併し夢前町が発足。同日菅野村消滅。

## 地域

### 人口

#### 人口推移
| \| 1920年（大正9年） \| 3,930人 \| \| \| 1925年（大正14年） \| 3,878人 \| \| \| 1930年（昭和5年） \| 3,990人 \| \| \| 1935年（昭和10年） \| 3,759人 \| \| \| 1940年（昭和15年） \| 3,725人 \| \| \| 1947年（昭和22年） \| 4,611人 \| \| \| 1950年（昭和25年） \| 4,652人 \| \| |         |  |
| 総務省統計局 / 国勢調査 |         |  |
| 1920年（大正9年） | 3,930人 |  |
| 1925年（大正14年） | 3,878人 |  |
| 1930年（昭和5年） | 3,990人 |  |
| 1935年（昭和10年） | 3,759人 |  |
| 1940年（昭和15年） | 3,725人 |  |
| 1947年（昭和22年） | 4,611人 |  |
| 1950年（昭和25年） | 4,652人 |  |